# Al-Khor
Al-Khor Sports Club (ar. نادي الخور الرياضي) – katarski klub piłkarski, grający obecnie w pierwszej lidze katarskiej, mający siedzibę w mieście Chaur, leżącym na wschodzie kraju. Klub został założony w 1961 roku. Domowe mecze rozgrywa na stadionie Al-Khawr, mogącym pomieścić 20 tysięcy widzów.

## Sukcesy
- Qatar Crown Prince Cup: 1
2005
- Qatar Sheikh Jassem Cup: 1
2003

## Zagraniczni reprezentanci kraju grający w klubie
- Rafik Saïfi
- Sayed Mohamed Adnan
- Rashid Al-Dosari
- Ebrahim Al-Mishksas
- Mohammed Basheer
- Abdoulaye Cissé
- Moumouni Dagano
- Camille Muzinga
- Reynald Pedros
- Alaa Abdul-Zahra
- Mahdi Karim
- Younis Mahmoud
- Hawar Mulla Mohammed
- Mohammed Nasser
- Salam Shakir
- Bill Tchato
- Mohamed Bencherifa
- Abdelilah Fahmi
- Rachid Rokki
- Youssef Rossi
- Juma Abdullah Al-Wahaibi
- Kamel Zaïem
- Euzebiusz Smolarek

## Aktualny skład
| Nr | Poz. | Piłkarz            |
| -- | ---- | ------------------ |
| 1  | BR   | Baba Djibril       |
| 3  | OB   | Mohammed Arafah    |
| 4  | OB   | Khaled Radhwan     |
| 5  | PO   | Jugurtha Hamroun   |
| 7  | PO   | Said Brahmi        |
| 8  | PO   | Musaab Abdulmajeed |
| 9  | NA   | Lucão              |
| 11 | PO   | Ismail El Haddad   |
| 12 | BR   | Ali Nader          |
| 15 | OB   | Naif Mubarak       |
| 16 | OB   | Thamer Jamal       |
| 17 | NA   | Ronald Ngah        |
| 19 | PO   | Abdallah Nouri     |
| 20 | PO   | Ahmed Al-Mohanadi  |
| 22 | BR   | Mohammad Muntasser |
| 23 | OB   | Adil Rhaili        |

| Nr | Poz. | Piłkarz                |
| -- | ---- | ---------------------- |
| 24 | PO   | Abdulaziz Adel         |
| 25 | OB   | Khaled Karib           |
| 28 | PO   | Anas Elfadil           |
| 30 | PO   | Ali Al-Yazidi          |
| 32 | BR   | Abdulrahman Al-Shaibah |
| 33 | OB   | Álex Gálvez            |
| 55 | OB   | Abdulrahman Ragab      |
| 88 | BR   | Osama Adel             |
| 90 | NA   | Salem Khalifah         |
| 99 | OB   | Salem Al-Sufyani       |
|    | BR   | Ahmed Kone             |
|    | OB   | Ahmed Kone             |
|    | OB   | Atef Zaghbani          |
|    | PO   | Muaaz Al-Salemi        |
|    | PO   | Ibrahim Sadeh          |